# 직지코드
"직지코드"는 2018년에 개봉한 대한민국의 영화이다.

## 캐스팅
- 데이빗 레드먼
- 명사랑 아네스
- 김민웅
- 박종기
- 윤은숙
- 김근수
- 안병우
- 황정하
- 임인호
- 손윤기
- 장동훈
- 지영재
- 조혜영
- 성염
- 전순란